# Maeve Quinlan
Pour les articles homonymes, voir Quinlan.
 (décembre 2020).
Si vous disposez d'ouvrages ou d'articles de référence ou si vous connaissez des sites web de qualité traitant du thème abordé ici, merci de compléter l'article en donnant les références utiles à sa vérifiabilité et en les liant à la section « Notes et références ».
Maeve Quinlan, née le 16 novembre 1964 à Chicago, dans l'Illinois, aux (États-Unis), est une actrice, scénariste et productrice américano-irlandaise[source secondaire nécessaire].

## Biographie
Joueuse de tennis professionnelle, Maeve Quinlan foule les cours des tournois du Grand Chelem entre 1983 et 1985 et atteint la 105e place mondiale. Elle compte pour meilleurs résultats sur le circuit un quart de finale à Kansas City en 1983, Salt Lake City et Tokyo en 1984.
Après avoir raccroché sa raquette pour cause de blessure, elle commence une carrière d'actrice en 1993, décrochant le rôle récurrent de Megan Conley dans la série Amour, Gloire et Beauté de 1995 à 2006. Elle interprète notamment des rôles importants dans la série South of Nowhere de 2005 à 2008 et dans les films Totally Blonde (en) en 2001, Ken Park en 2002, et Les Liens sacrés en 2008.
Elle a été l'épouse de l'acteur Tom Sizemore.

## Filmographie
- 1997 : Los Angeles Heat (série télévisée) : Teresa
- 1999 : The Florentine (en) : Claire
- 1999 : Play It to the Bone : Tiffany
- 2001 : Instinct to Kill : l'infirmière de l'accueil
- 2001 : JAG (série télévisée) : Susan Evans
- 2001 : Totally Blonde (en) : Liv Watson
- 2002 : Ken Park : Rhonda
- 2002 : Heart of America : Becky Schultz
- 2003 : Net Games : détective Sandra Simmonds
- 2004 : Nobody's Perfect (court métrage) : Crazy Girl
- 2004 : Criminal : Heather
- 2004 : The Drone Virus : Colleen O'Brian
- 2004 : A Boyfriend for Christmas (téléfilm) : Diane
- 2005 : McBride: The Chameleon Murder (téléfilm) : Whitney Collier
- 2005 : Tennis, Anyone...? : Siobhan Kelly
- 2005 : The Nickel Children : la mère
- 2006 : South Beach (série télévisée) : Jennifer
- 2006 : High Hopes : Sarah
- 1995-2006 : The Bold and the Beautiful (série télévisée) : Megan Conley
- 2007 : Dirt (série télévisée) : Kitty Ryder
- 2007 : Girltrash! (court métrage) : juge Cragen
- 2007 : Premiers Doutes (téléfilm) : Holly
- 2008 : Life (série télévisée) : Lynn Gray
- 2005-2008 : South of Nowhere (série télévisée) : Paula Carlin
- 2009 : Les Liens sacrés (Not Easily Broken) : Julie Sawyer
- 2008-2009 : 3Way (série télévisée) : Siobhan McGarry
- 2010 : Dirty Girl : Janet
- 2011 : Sound of My Voice : Diane Winston
- 2008-2011 : 90210 (série télévisée) : Constance Tate-Duncan
- 2011 : Cougars, Inc. (en) : Kitty Lowell
- 2012 : Another Dirty Movie : Mrs. Prussy
- 2012 : Hawaii 5-0 (série télévisée) : Sandra Fryer
- 2012 : Adolescents criminels (Teenage Bank Heist) (téléfilm) : Joyce Aveson
- 2012 : Divorce Invitation (en) : Pam
- 2013 : Cowgirl Up (série télévisée) : Buckshot Betty
- 2013 : Ctrl.Alt.Del (série télévisée) : Abby Loar
- 2014 : The Unwritten Rules (série télévisée)
- 2014 : A Magic Christmas : Eva Jones
- 2015 : Double Daddy : Diane
- 2015 : A Christmas Eve Miracle : Eva Jones
- 2015 : Liquorice : Mariam Glass

## Parcours en Grand Chelem

### En simple dames
| Année | Internationaux de France | Internationaux de France | Wimbledon | Wimbledon | US Open | US Open | Open d'Australie (décembre) | Open d'Australie (décembre) |
| 1985  | 1er tour (1/64)          | Gabriela Dinu            | -         | -         | -       | -       | -                           | -                           |

À droite du résultat, l’ultime adversaire.

### En double dames
| Année | Internationaux de France   | Internationaux de France | Wimbledon                    | Wimbledon                  | US Open                     | US Open                  | Open d'Australie (décembre) | Open d'Australie (décembre) |
| ----- | -------------------------- | ------------------------ | ---------------------------- | -------------------------- | --------------------------- | ------------------------ | --------------------------- | --------------------------- |
| 1984  | -                          | -                        | 1er tour (1/32) Van Nostrand | B. Jordan E. Sayers        | -                           | -                        | -                           | -                           |
| 1985  | 1er tour (1/32) Amy Holton | Penny Barg A. Villagrán  | 1er tour (1/32) Amy Holton   | Kohde-Kilsch Helena Suková | 1er tour (1/32) Shawn Foltz | G. Fernández Robin White | -                           | -                           |

Sous le résultat, la partenaire ; à droite, l’ultime équipe adverse.